# Appleton-le-Moors
Appleton-le-Moors est un village et une paroisse civile du Yorkshire du Nord, en Angleterre.